# Anilocra montti
Anilocra montti là một loài chân đều trong họ Cymothoidae. Loài này được Thatcher & Lobos miêu tả khoa học năm 2001.